# Skogers kommun
Skogers kommun (norska: Skoger kommune) var en kommun i Vestfold fylke i sydöstra Norge. Kommunen omfattade ett område söder om staden Drammen i nuvarande Drammens kommun. Den tidigare tätorten Skoger utgjorde kommunens centralort.

## Administrativ historik
Skogers kommun upprättades den 1 januari 1838 (som Skouger formannskapsdistrikt) när Formannskapslovene från 1837 trädde i kraft.
1843 gick Strømsgodsets kommun upp i Skogers kommun. Kommunen ökade då från 1 837 invånare före sammanslagningen till 2 568 invånare efter. Den tidigare kommunen Strømsgodsets område fördes då över från Buskerud fylke till Vestfold fylke. Det gjorde också ett obebott område som samtidigt överfördes från Eikers kommun till Skogers kommun.
Den 1 januari 1870 överfördes ett bebott område (med 1 363 invånare) från Skogers kommun till Drammens kommun.
Den 1 januari 1964 gick Skogers kommun upp i Drammens kommun. Kommunens hade då 14 672 invånare. Området fördes samtidigt över till Buskerud fylke.